# Laserterapi

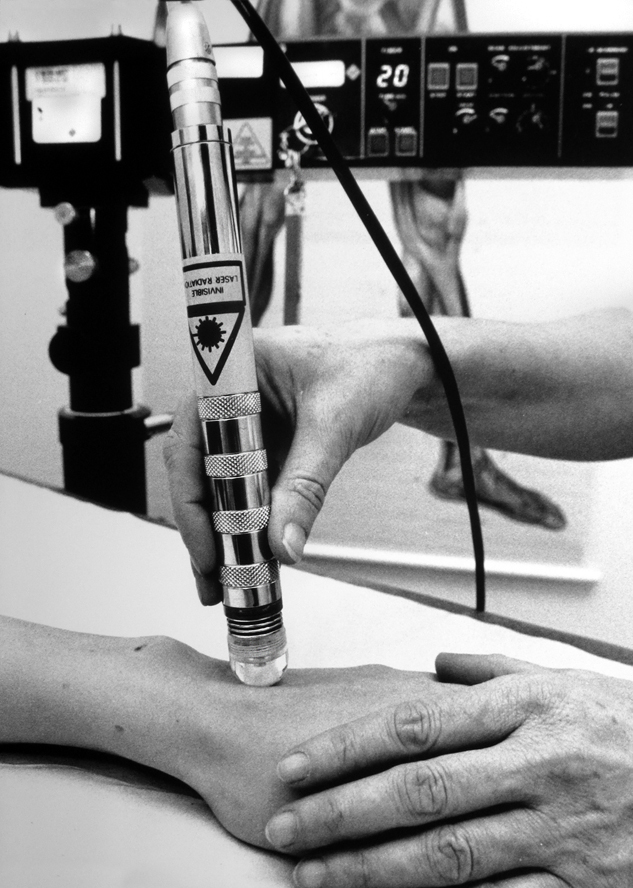
Laserterapi mot handled

Lågeffektlaser, low level laser therapy (LLLT), är en behandlingsmetod inom medicin och veterinära praktiker som förespråkarna anser kunna behandla olika fysiska tillstånd med hjälp av så kallad lågeffektslaser (även terapeutisk laser eller biostimulerande laser). Metoden är dock kontroversiell inom den vanliga medicinen då det saknas evidens för effekt till exempel vid smärttillstånd.

## Annan laserkirurgi
LLLT täcker inte användning av laserkirurgi eller laser i medicinsk användning i laserklass 4 enligt strålsäkerhetsmyndighetens normer, vilket i Sverige måste utföras under ansvar av en legitimerad läkare eller tandläkare. 
Behandling av tillstånd av kosmetisk natur hos friska personer, som till exempel borttagning av hår, ytliga blodkärl, rynkor, åldersfläckar eller tatueringar är inte LLLT, eftersom behandlingen utförs med högeffektslaser. Denna typ av behandling kräver dock inte någon legitimation.

## Behandling
LLLT är kontroversiellt inom vanlig medicin. Pågående forskning försöker utröna om det finns någon påvisbar effekt av LLLT. Det är även bestritt var behandlingen gör bäst nytta (specifikt om LLLT är mer lämpligt att användas mot nerver eller leder), vilken dos, våglängd, timing, puls som ska användas samt varaktigheten. Effekten av LLLT verkar vara begränsad till specifika uppsättning våglängder och doser därunder verkar inte vara effektiva.
Lågeffektlaser används ibland som behandlingsmetod vid nackbesvär. Behandling med lågeffektlaser är smärtfri, noninvasiv och verkar inte ge några svåra biverkningar. SBU (Statens beredning för medicinsk utvärdering) har publicerat flera översikter om detta och anger (2020) att det saknas evidens för att laserbehandling har effekt på smärta från muskulatur, leder och lednära vävnad.
Denna laserterapi används också i smärtlindrande syfte. Mekanismerna grundar sig inte på värme.
Behandlingen sker normalt genom användning av en så kallad prob (liknar en penna) som trycks lätt mot, eller hålls en bit från, det område på kroppen som ska behandlas. Behandlingen tar allt från någon minut till en halvtimme och upprepas normalt ett antal gånger.

### Notförteckning
1. 1 2 3  ”Laserbehandling med våglängden 808 nm vid smärta i muskler och leder hos äldre”. SBU - Statens beredning för medicinsk och social utvärdering. 12 mars 2020. https://www.sbu.se/contentassets/0e635413a3e14eb0ba25eda0ad4ef517/laserbehandling-med-vaglangden-808-nm-vid-smarta-i-muskler-och-leder-hos-aldre.pdf. Läst 27 mars 2021.
2. ↑  Brosseau 2005.
3. ↑  Huang 2009.
4. ↑  Huang, Ying-Ying; Chen, Aaron C.-H.; Carroll, James D.; Hamblin, Michael R. (2009-09-01). ”Biphasic dose response in low level light therapy”. Dose-Response: A Publication of International Hormesis Society 7 (4):  sid. 358–383. doi:10.2203/dose-response.09-027.Hamblin. ISSN 1559-3258. PMID 20011653. PMC: PMC2790317. https://www.ncbi.nlm.nih.gov/pubmed/20011653.
5. ↑  Bjordal 2008.
6. ↑   SBU. Laserbehandling vid nacksmärta. Stockholm: Statens beredning för medicinsk utvärdering (SBU); 2014. SBU-rapport nr 2014-03.
7. ↑  ”Mechanisms for low-light therapy” (på engelska). Photonics West BiOS 2007, Conference #6428. 22 december 2006. sid. sidorna 67-73. http://spie.org/Documents/ConferencesExhibitions/BiOS07-Abstracts.pdf. Läst 16 oktober 2007.

### Källförteckning
- Brosseau, L.; Welch, V.; Wells, G. A.; De Bie, R.; Gam, A.; Harman, K.; Morin, M.; Shea, B.;  et al. (2005). Brosseau, Lucie. red. ”Low level laser therapy (Classes I, II and III) for treating rheumatoid arthritis”. Cochrane Database of Systematic Reviews (4):  sid. CD002049. doi:10.1002/14651858.CD002049.pub2. PMID 16235295.
- Huang, Y.; Chen, A.; Carroll, J.; Hamblin, M. (2009). ”Biphasic Dose Response in Low Level Lightherapy”. Dose-Response 7 (4):  sid. 358. doi:10.2203/dose-response.09-027.Hamblin. PMID 20011653.
- Bjordal, JM; Couppé, C; Chow, RT; Tunér, J; Ljunggren, EA (2003). ”A systematic review of low level laser therapy with location-specific doses for pain from chronic joint disorders”. The Australian journal of physiotherapy 49 (2):  sid. 107–16. PMID 12775206.
- A randomised, placebo controlled trial of low level laser therapy for activated Achilles tendinitis
- Infrared laser therapy for ischemic stroke: a prospective, multicenter, international, double-blind, trial.
- The effect of 300 mW, 830 nm laser on chronic neck pain: a double-blind, randomized, placebo-controlled study.
- Low-intensity laser therapy is an effective treatment for recurrent herpes simplex infection. Results from a randomized double-blind placebo-controlled study.
- Treatment of postmastectomy lymphedema with low-level laser therapy: a double blind, placebo-controlled trial.
- The efficacy of low-power lasers in tissue repair and pain control: a meta-analysis study.